# Bürstenschuh
Der Bürstenschuh (englisch brush spikes) war ein von der Firma Puma gegen Ende der 1960er Jahre entwickelter Laufschuh, dessen Einsatz bei Wettbewerben vom Leichtathletik-Weltverband World Athletics (bis 2019: IAAF) verboten wurde.

## Beschreibung
Im Vorfeld zu den Olympischen Sommerspielen in Mexico-Stadt 1968 wurde von Puma in Herzogenaurach der Bürstenschuh entwickelt. Hintergrund dafür war, dass die Laufwettbewerbe erstmals auf einer Kunststoffbahn (Tartanbahn) ausgetragen wurden. Üblich waren seinerzeit vier oder sechs Spikes („Dornen“) auf der Sohle der Laufschuhe. Der Bürstenschuh hatte dagegen statt der nagelförmigen Spikes 68 nadelartige Spikes auf der vorderen Hälfte der Laufsohle, um speziell den Sprintern eine bessere Bodenhaftung auf Kunststoffbahnen zu ermöglichen. Nach den ersten Einsätzen bei ersten Laufwettbewerben im Sommer 1968 wurden außergewöhnliche Weltbestzeiten mit dem Bürstenschuh erzielt. Nach den World-Athletics-Regeln waren und sind heute noch Laufschuhe mit mehr als elf Dornen verboten. In der Folge der Rekorde entbrannte eine Diskussion darüber, ob die dünnen Nadeln des Bürstenschuhs überhaupt Spikes seien. Die IAAF sah, auch nach massiver Intervention des Puma-Konkurrenten Adidas, in den nadelartigen Spikes des Bürstenschuhs Dornen und verbot den Bürstenschuh noch vor den Olympischen Sommerspielen 1968. Die erzielten Weltrekorde fanden keine Anerkennung.
Puma produzierte insgesamt etwa 200 Paar Bürstenschuhe.
Zu den nicht anerkannten Weltrekorden aus dem Jahr 1968 gehören:
- 19,92 s auf 200 m von John Carlos, erzielt bei den U.S. Olympic Trials (Leichtathletik)[4]
- 44,4 s auf 400 m von Vince Matthews, zwei Wochen vor den US Olympic Trials[5]
- 44,0 s auf 400 m von Lee Evans, erzielt bei den US Olympic Trials[3] am 14. September 1968 in South Lake Tahoe[6]

In anderen Sportarten, wie Skeleton und Bobfahren, sind Bürstenschuhe erlaubte Ausrüstungsgegenstände.

## Weiterführende Literatur
- Donald W. Wood: An Experimental Test of the Puma Model Number 296 Brush Spike Shoe and the Mexico Puma Model Number 295 Standard Four Spike Shoe as to Their Effect on Sprint Running. Ohio University, August, 1972, 74 S.